# Samen Kansrijk
Samen Kansrijk is een schoolgebouw voor speciaal onderwijs in de Friese plaats Drachten. Sinds januari 2025 biedt het onderdak aan de scholen Kentalis De Skelp en Noorderkracht, waar leerlingen met specifieke ondersteuningsbehoeften uit de gehele regio basisonderwijs krijgen.

## Achtergrond
Voor de ingebruikname van Samen Kansrijk waren Kentalis De Skelp en de vier samenwerkende scholen voor speciaal basisonderwijs (De Saffier, It Heechhôf, Sjalom en Kleurryk) gehuisvest in afzonderlijke, grotendeels verouderde gebouwen verspreid over Drachten. Eind 2024 zijn deze vier sbo-scholen samengevoegd tot Noorderkracht. Samen Kansrijk werd officieel geopend op vrijdag 4 juli 2025.
Het gebouw aan de Noorderhogeweg biedt onderwijsmogelijkheden in kleinschalige groepen voor kinderen met uiteenlopende onderwijsbehoeften. Ook is er ruimte ingericht voor vroegbehandeling van peuters en kleuters met een taalontwikkelingsstoornis, verzorgd door de Taaltrein van Kentalis. Het schoolgebouw is ruim opgezet en biedt veilige, rustige leeromgevingen. Aan de noordzijde van het schoolgebouw is een speciaal sportgebouw gerealiseerd, dat drie gymzalen en een therapiebad omvat.
Door het gebruik van natuurlijke materialen en een doordachte kleurstelling heeft het interieur een zachte en kalme uitstraling. Het ontwerp van Samen Kansrijk is gerealiseerd door DP6 architectuurstudio. De bouwkundige en installatietechnische uitvoering was in handen van BAM Bouw & Techniek.